# Liste der Kulturdenkmale in Eberdingen
In der Liste der Kulturdenkmale in Eberdingen sind Bau- und Kunstdenkmale der Stadt Eberdingen verzeichnet, die im „Verzeichnis der unbeweglichen Bau- und Kunstdenkmale und der zu prüfenden Objekte“ des Landesamts für Denkmalpflege Baden-Württemberg verzeichnet sind. Dieses Verzeichnis ist nicht öffentlich und kann nur bei „berechtigtem Interesse“ eingesehen werden. Die folgende Liste ist daher nicht vollständig und beruht auf anderweitig veröffentlichten Angaben.

## Eberdingen
| Bild           | Bezeichnung                            | Lage               | Datierung | Beschreibung              | ID |
| -------------- | -------------------------------------- | ------------------ | --------- | ------------------------- | -- |
|                | Historischer Ortskern                  | Eberdingen (Karte) |           | Geschützt nach § 28 DSchG | BW |
| Weitere Bilder | Pfarrkirche St. Martin                 | Eberdingen (Karte) | um 1500   | Geschützt nach § 28 DSchG |    |
|                | ehem. Hirsauer Pfleghof, heute Rathaus | Eberdingen (Karte) | um 1580   | Geschützt nach § 28 DSchG |    |

## Hochdorf

### Gesamtanlage Hochdorf
| Bild           | Bezeichnung                                                          | Lage                                                 | Datierung                   | Beschreibung                                                                                       | ID |
| -------------- | -------------------------------------------------------------------- | ---------------------------------------------------- | --------------------------- | -------------------------------------------------------------------------------------------------- | -- |
|                | Ehem. Tessin’sches Schäferwohnhaus                                   | Hochdorf, Bäckergasse 2 (Karte)                      | 1856                        | Erhaltenswertes Gebäude                                                                            | BW |
|                | Wohnhaus Bäckergasse 4                                               | Hochdorf, Bäckergasse 4 (Karte)                      | im Kern 18./19. Jahrhundert | Erhaltenswertes Gebäude                                                                            | BW |
|                | „Linckersdorffsches Schlösschen“ mit Stall                           | Hochdorf, Friedhofstraße 4 (Karte)                   | 19. Jahrhundert             | Geschützt nach § 2 DSchG                                                                           | BW |
|                | Amtsgartenmauer                                                      | Hochdorf, Friedhofstraße                             | 16./17. Jahrhundert         | Geschützt nach § 2 DSchG                                                                           |    |
|                | Rathaus                                                              | Hochdorf, Hauptstraße 1 (Karte)                      | 1836                        | Geschützt nach § 2 DSchG                                                                           |    |
|                | Gasthaus „Zum Adler“                                                 | Hochdorf, Hauptstraße 3/1 (Karte)                    | 1733                        | Geschützt nach § 2 DSchG                                                                           | BW |
|                | Wohnstallhaus Hauptstraße 4                                          | Hochdorf, Hauptstraße 4 (Karte)                      | Ende 19. Jahrhundert        | Erhaltenswertes Gebäude                                                                            | BW |
|                | Ehemaliger Hof der Herren von Franken mit Scheune                    | Hochdorf, Hauptstraße 6 und 6/1 (Karte)              | Im Kern 18. Jahrhundert     | Geschützt nach § 2 DSchG                                                                           | BW |
|                | Scheune und Wohnhaus Hauptstraße 7                                   | Hochdorf, Hauptstraße 7 (Karte)                      | 19. Jahrhundert             | Geschützt nach § 2 DSchG                                                                           | BW |
|                | Hakenhof Hauptstraße 8, 8/1                                          | Hochdorf, Hauptstraße 8, 8/1 (Karte)                 | 1780                        | Geschützt nach § 2 DSchG                                                                           |    |
|                | Wohnstallhaus Hauptstraße 16                                         | Hochdorf, Hauptstraße 16 (Karte)                     | 17. Jahrhundert             | Geschützt nach § 2 DSchG                                                                           | BW |
|                | Ehemaliger Pferdestall Hemminger Straße 2                            | Hochdorf, Hemminger Straße 2 (Karte)                 | 1884                        | Geschützt nach § 2 DSchG                                                                           |    |
|                | Ehemalige Kastenscheuer                                              | Hochdorf, Hemminger Straße 3 (Karte)                 | 1832                        | Geschützt nach § 2 DSchG                                                                           | BW |
|                | Schloss                                                              | Hochdorf, Hemminger Straße 4 (Karte)                 | 1709                        | Geschützt nach § 28 DSchG                                                                          |    |
|                | Gusseiserner Zaun und Steinsäule                                     | Hochdorf, Hemminger Straße, bei Nr. 4 (Karte)        | 12. Jahrhundert             | Geschützt nach § 2 DSchG                                                                           | BW |
|                | Parkanlage und Einfriedung                                           | Hochdorf, Hemminger Straße (Karte)                   | 1709                        | Geschützt nach § 2 DSchG                                                                           | BW |
|                | Ehemalige Orangerie                                                  | Hochdorf, Hemminger Straße / Schlosspark             | 1856                        | Geschützt nach § 2 DSchG                                                                           |    |
|                | Grünfläche mit Steinmauer („Schlösslesgarten“)                       | Hochdorf, Hemminger Straße / Flst-Nr. 157/2          | 19. Jahrhundert             | Erhaltenswerte Grünfläche                                                                          |    |
|                | Ehemaliger Schafstall bzw. Schlossscheuer                            | Hochdorf, Hemminger Straße, früher 4a                | 18. Jahrhundert             | Geschützt nach § 28 DSchG                                                                          |    |
|                | Ehemaliger Pferdestall                                               | Hochdorf, Hemminger Straße, früher 4c (Karte)        | um 1830                     | Geschützt nach § 2 DSchG                                                                           | BW |
|                | Gesindehaus                                                          | Hochdorf, Hemminger Straße 5 (Karte)                 | 19. Jahrhundert             | Geschützt nach § 2 DSchG                                                                           | BW |
|                | Ehemaliges Verwalterhaus                                             | Hochdorf, Hemminger Straße 7 (Karte)                 | 1865                        | Geschützt nach § 2 DSchG                                                                           | BW |
|                | Ehemalige Remise und Lager                                           | Hochdorf, Hemminger Straße 12 (Karte)                | 1855                        | Geschützt nach § 2 DSchG                                                                           | BW |
|                | Wohnstallhaus Obere Gasse 1                                          | Hochdorf, Obere Gasse 1 (Karte)                      | 18. Jahrhundert             | Geschützt nach § 2 DSchG                                                                           | BW |
|                | Hakenhof (ehem. Tessin’sches Anwesen)                                | Hochdorf, Pfarrgasse 2, 2/1 (Karte)                  | im Kern 17. Jahrhundert     | Geschützt nach § 2 DSchG                                                                           | BW |
|                | Ehemaliger Tessin’scher Hopfenbau                                    | Hochdorf, Pfarrgasse 4 (Karte)                       | 1839                        | Geschützt nach § 2 DSchG                                                                           | BW |
| Weitere Bilder | Ev. Pfarrkirche St. Michael                                          | Hochdorf, Pfarrgasse 5 (Karte)                       | 1582                        | Geschützt nach § 28 DSchG                                                                          |    |
|                | Pfarrhaus                                                            | Hochdorf, Pfarrgasse 9 (Karte)                       | 1724                        | Geschützt nach § 2 DSchG                                                                           | BW |
|                | Ehemaliges Schulhaus                                                 | Hochdorf, Pfarrgasse 10 (Karte)                      | 2. Hälfte 19. Jahrhundert   | Geschützt nach § 2 DSchG                                                                           | BW |
|                | Wohnhaus Pfarrgasse 14                                               | Hochdorf, Pfarrgasse 14 (Karte)                      | im Kern 19. Jahrhundert     | Erhaltenswertes Gebäude                                                                            | BW |
|                | Wohnhaus mit Scheune Pfarrgasse 16                                   | Hochdorf, Pfarrgasse 16 (Karte)                      | im Kern 19. Jahrhundert     | Erhaltenswertes Gebäude                                                                            | BW |
|                | Friedhofsmauer                                                       | Hochdorf, Pulverdinger Straße (Karte)                | 1578                        | Geschützt nach § 2 DSchG                                                                           | BW |
|                | Ehemalige Tessin’sche Reithalle                                      | Hochdorf, Pulverdinger Straße 2 (Karte)              | 1872                        | Geschützt nach § 2 DSchG                                                                           | BW |
|                | Wohnhaus Pulverdinger Straße 9                                       | Hochdorf, Pulverdinger Straße 9 (Karte)              | 19. Jahrhundert             | Erhaltenswertes Gebäude                                                                            | BW |
|                | Ehemaliges Wohnstallhaus Pulverdinger Straße 13                      | Hochdorf, Pulverdinger Straße 13 (Karte)             | um 1800                     | Erhaltenswertes Gebäude                                                                            | BW |
|                | Wohnhaus Pulverdinger Straße 17                                      | Hochdorf, Pulverdinger Straße 17 (Karte)             | im Kern 18./19. Jahrhundert | Erhaltenswertes Gebäude                                                                            | BW |
|                | Ehemaliges Wohnstallhaus Pulverdinger Straße 18                      | Hochdorf, Pulverdinger Straße 18 (Karte)             | Frühes 19. Jahrhundert      | Erhaltenswertes Gebäude                                                                            | BW |
|                | Wohnstallhaus Pulverdinger Straße 19                                 | Hochdorf, Pulverdinger Straße 19 (Karte)             | im Kern 18. Jahrhundert     | Geschützt nach § 2 DSchG                                                                           | BW |
|                | Wohnhaus Pulverdinger Straße 20                                      | Hochdorf, Pulverdinger Straße 20 (Karte)             | 1788                        | Erhaltenswertes Gebäude; 1993 aus der Liste der Kulturdenkmale gestrichen Geschützt nach § 2 DSchG | BW |
|                | Einhaus Pulverdinger Straße 21                                       | Hochdorf, Pulverdinger Straße 21 (Karte)             | 1610                        | Geschützt nach § 2 DSchG                                                                           | BW |
|                | Zwei ehem. Tessin’sche Scheunengebäude Pulverdinger Straße 24 und 28 | Hochdorf, Pulverdinger Straße 24 und 28 (Karte)      | im Kern 18./19. Jahrhundert | Erhaltenswerte Gebäude                                                                             | BW |
|                | Scheune Pulverdinger Straße 25/1                                     | Hochdorf, Pulverdinger Straße 25/1 (Karte)           | 18./19. Jahrhundert         | Erhaltenswertes Gebäude                                                                            | BW |
|                | Wohnstallhaus Pulverdinger Straße 26                                 | Hochdorf, Pulverdinger Straße 26 (Karte)             | frühes 19. Jahrhundert      | Erhaltenswertes Gebäude                                                                            | BW |
|                | Wohnhaus Pulverdinger Straße 27                                      | Hochdorf, Pulverdinger Straße 27 (Karte)             | 1784                        | Erhaltenswertes Gebäude                                                                            | BW |
|                | Scheune Pulverdinger Straße 27/1                                     | Hochdorf, Pulverdinger Straße 27/1 (Karte)           | 1793                        | Erhaltenswertes Gebäude                                                                            | BW |
|                | Wohnhaus Pulverdinger Straße 33                                      | Hochdorf, Pulverdinger Straße 33 (Karte)             | 1923                        | Erhaltenswertes Gebäude                                                                            | BW |
|                | Gehöft Vordere Weingartenstraße 5                                    | Hochdorf, Vordere Weingartenstraße 5 (Karte)         | 1810                        | Geschützt nach § 2 DSchG                                                                           | BW |
|                | Einhaus Vordere Weingartenstraße 7 und 7/1                           | Hochdorf, Vordere Weingartenstraße 7 und 7/1 (Karte) | Frühes 19. Jahrhundert      | Geschützt nach § 2 DSchG                                                                           | BW |
|                | Einhaus Vordere Weingartenstraße 8                                   | Hochdorf, Vordere Weingartenstraße 8 (Karte)         | 1868                        | Geschützt nach § 2 DSchG                                                                           | BW |
|                | Einhaus Vordere Weingartenstraße 14                                  | Hochdorf, Vordere Weingartenstraße 14 (Karte)        | 1870                        | Geschützt nach § 2 DSchG                                                                           | BW |
|                | Scheune Vordere Weingartenstraße 15/1                                | Hochdorf, Vordere Weingartenstraße 15/1 (Karte)      | 1870                        | Erhaltenswertes Gebäude                                                                            | BW |
|                | Wohnhaus Vordere Weingartenstraße 18                                 | Hochdorf, Vordere Weingartenstraße 18 (Karte)        | um 1910/20                  | Erhaltenswertes Gebäude                                                                            | BW |
|                | hallstattzeitliches Grabhügelfeld                                    | Hochdorf, Flur Pfaffenwäldle (Karte)                 |                             | Geschützt nach § 2 DSchG                                                                           | BW |
|                | zwei hallstattzeitliche Grabhügelgruppen                             | Hochdorf, Flur Bauernwald                            |                             | Geschützt nach § 2 DSchG                                                                           |    |
|                | abgegangene Burg Hohenscheid                                         | Hochdorf, Flur Hohscheid, Flstnr. 2412               |                             | Geschützt nach § 2 DSchG                                                                           |    |
|                | ehem. Wallfahrts- und Friedhofskirche Heiligkreuz                    | Hochdorf, Eberdinger Straße 4 (Karte)                | 1482                        | Geschützt nach § 2 DSchG                                                                           | BW |

## Nussdorf
| Bild           | Bezeichnung                    | Lage                              | Datierung       | Beschreibung | ID |
| -------------- | ------------------------------ | --------------------------------- | --------------- | ------------ | -- |
|                | Schule                         | Nussdorf, Schulstraße 1 (Karte)   |                 | [ 3 ]        | BW |
|                | Mathildenstift                 | Nussdorf, Martinstraße 22 (Karte) |                 | [ 3 ]        | BW |
| Weitere Bilder | Pfarrkirche zum Heiligen Kreuz | Nussdorf (Karte)                  | 1482            | [ 2 ]        |    |
| Weitere Bilder | Schloss Nußdorf                | Nussdorf (Karte)                  | 15. Jahrhundert | [ 2 ]        |    |